# Jānis Balodis
Pour les articles homonymes, voir Balodis.
Jānis Balodis, né à Trikāta le 20 février 1881 et décédé à Saulkrasti le 8 août 1965, est un général et homme d'État letton, l'une des figures principales de la première période d'indépendance de la République lettonne,,.

## Jeunesse
Jānis Balodis naît le 20 février 1881 à Trikāta, ville lettone appartenant alors à l'Empire russe. Son père est l'historien Voldemārs Balodis ; son frère cadet, Francis Aleksandrs Balodis (lv) (1882-1947), devient par la suite archéologue-égyptologue.
Il effectue ses études à l'académie militaire de Vilnius, qu'il quitte en 1902, en tant qu'officier de l'armée impériale russe.

## États de services
Participant à la guerre russo-japonaise de 1904-1905, Balodis est décoré de Ordre de Saint-Vladimir pour son action.
Il est blessé au cours des premiers combats à l'est de la Prusse durant la Première Guerre mondiale. Fait prisonnier, il s'échappe et regagne la Lettonie en novembre 1918. À la mort du colonel Oskars Kalpaks (en) en mars 1919, il prend le commandement de l'armée nationale lettone et est officiellement nommé commandant en chef au mois d'octobre de la même année jusqu'à 1921 où il part en retraite. À ce poste, il se bat successivement contre les bolchéviques, les Allemands de Rüdiger von der Goltz, les troupes des barons baltes de Pavel Bermondt-Avalov et les Russes blancs,,.

## Politique
En 1925, il est élu au parlement letton (Saeima) et devient ministre de la guerre en décembre 1931. Nommé vice-Premier ministre dans le cabinet de Kārlis Ulmanis le 15 mai 1934, il devient vice-président à partir du 11 avril 1936, date à laquelle Ulmanis assume la fonction présidentielle de manière dictatoriale, cumulée à celle de Premier ministre. À ce poste, il est le véritable bras droit de la dictature,,.
Au mois de juin 1940, l'Union soviétique pénètre en Lettonie et dépose son gouvernement. En juillet, Ulmanis et Balodis sont arrêtés et déportés en Union soviétique, dans la prison spéciale Vladimir. En tant que prisonnier, il porte le no 9 et son épouse, Elvira Yulyevna Balodis (née Bloom), a le no 10.
Après guerre, Janis Balodis est autorisé à rentrer en Lettonie en 1956. Il y décède le 8 août 1965, à Saulkrasti. Il est inhumé au cimetière de la Forêt à Riga.

## Décorations
- Ordre de Saint-Vladimir, 4e classe ; obtenu en 1915.
- Ordre de Lāčplēsis ; la cérémonie a eu lieu le 11 novembre 1920.
- Ordre des Trois Étoiles.
- Ordre de la Rose blanche